# 河村善益

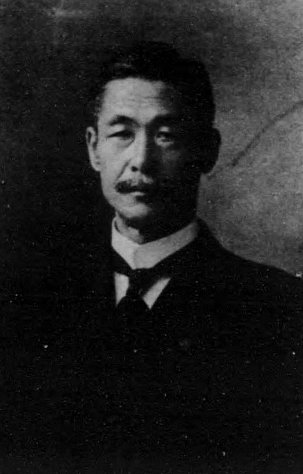
河村善益

河村 善益（かわむら よします、安政5年1月21日（1858年3月6日）- 大正13年（1924年）9月21日）は、日本の判事、検事、貴族院勅選議員。

## 経歴
加賀国石川郡金沢城下（現在の石川県金沢市）に加賀藩士河村耀朝の三男として生まれる。1884年（明治17年）、司法省法学校を卒業し、司法省御用掛となった。1886年（明治19年）、京都始審裁判所検事となり、翌年に同判事に転じた。京都地方裁判所部長、福井地方裁判所所長、大阪控訴院部長、大審院判事、大阪地方裁判所所長、函館控訴院長を歴任した。1906年（明治39年）、大審院検事に転じ、翌年からは東京控訴院検事長を務めた。また法律取調委員会委員にも就任した。
1921年（大正10年）に退官した後は、同年6月14日、貴族院議員に勅選され、研究会に所属した。竹田宮宮務監督を務めた。
また、大阪で勤務していた1905年（明治38年）から翌年にかけて関西大学学長を務めた。